# Älvängen

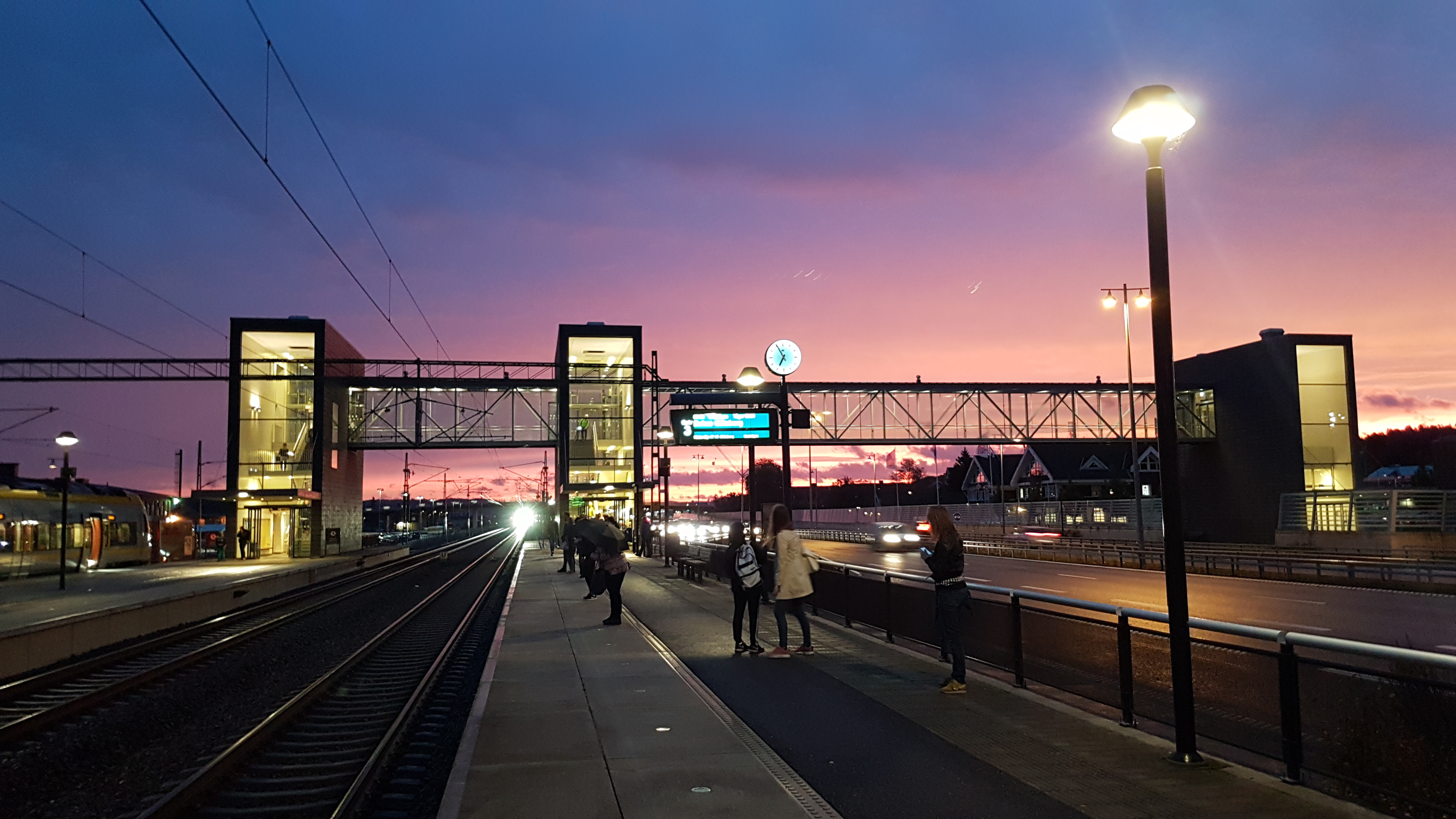
Älvängens station, regionaltåg mot Göteborg ankommande.

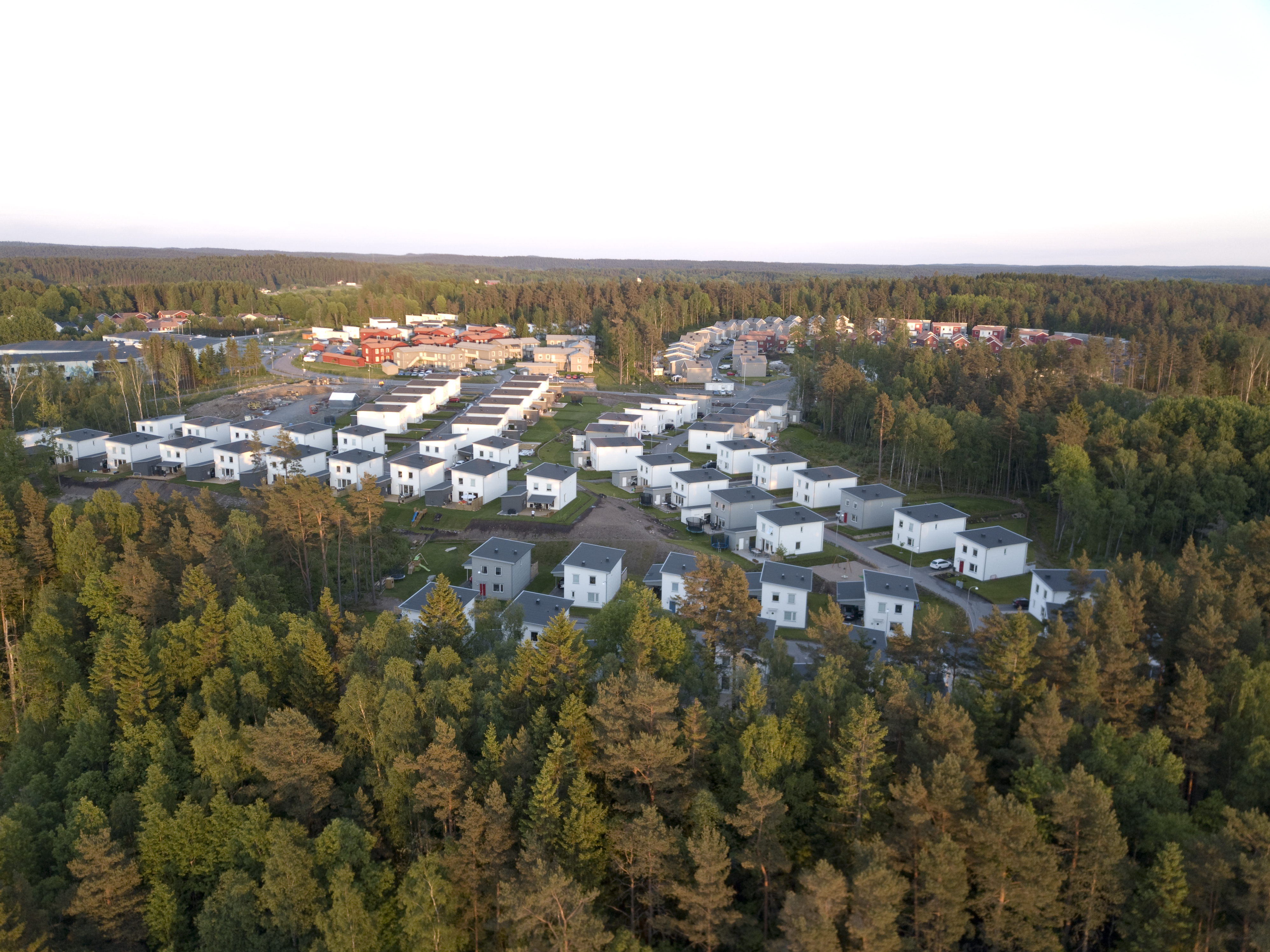
Älvängen, Kronogården maj 2018

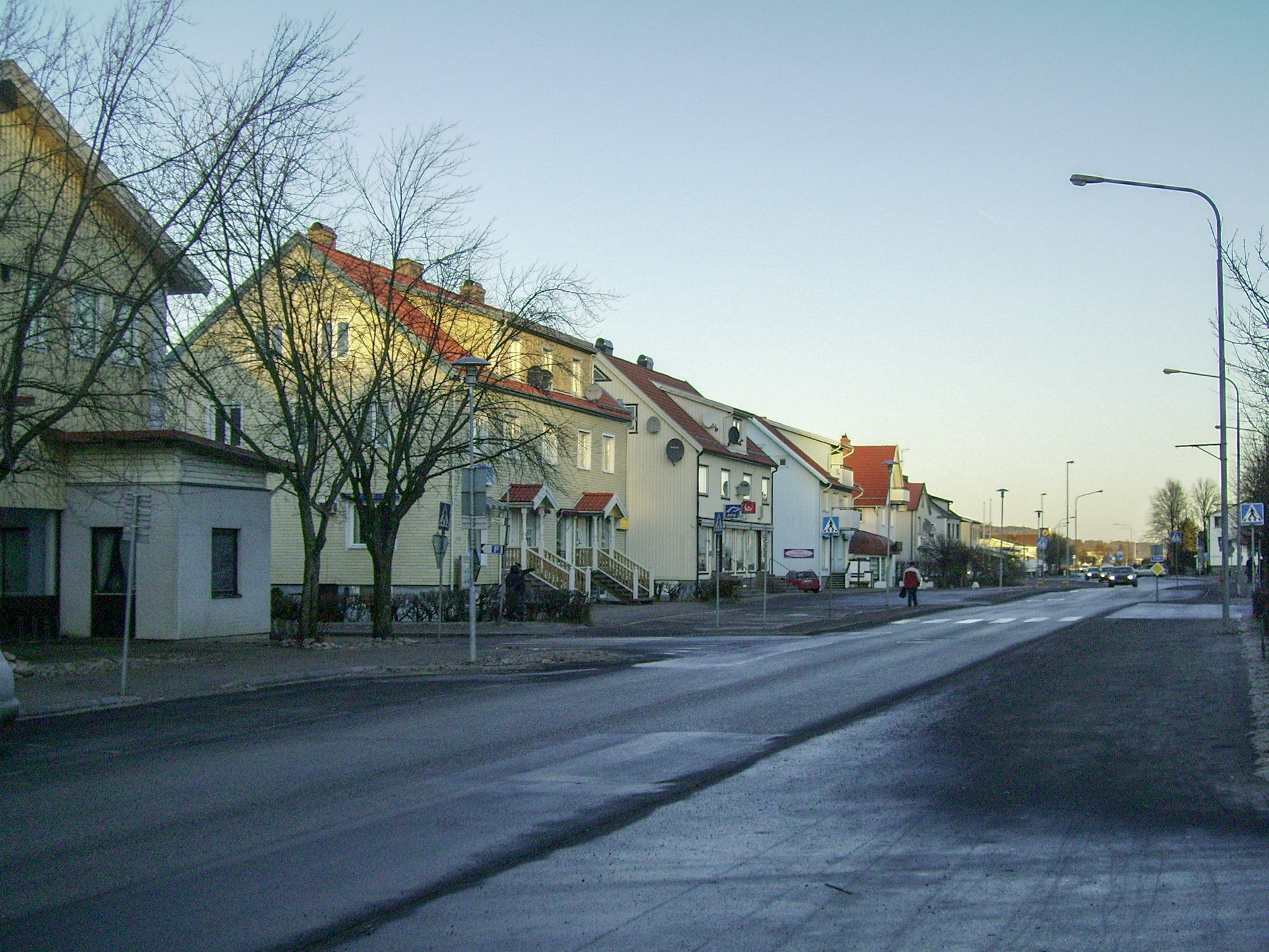
Göteborgsvägen i Älvängen, januari 2009.

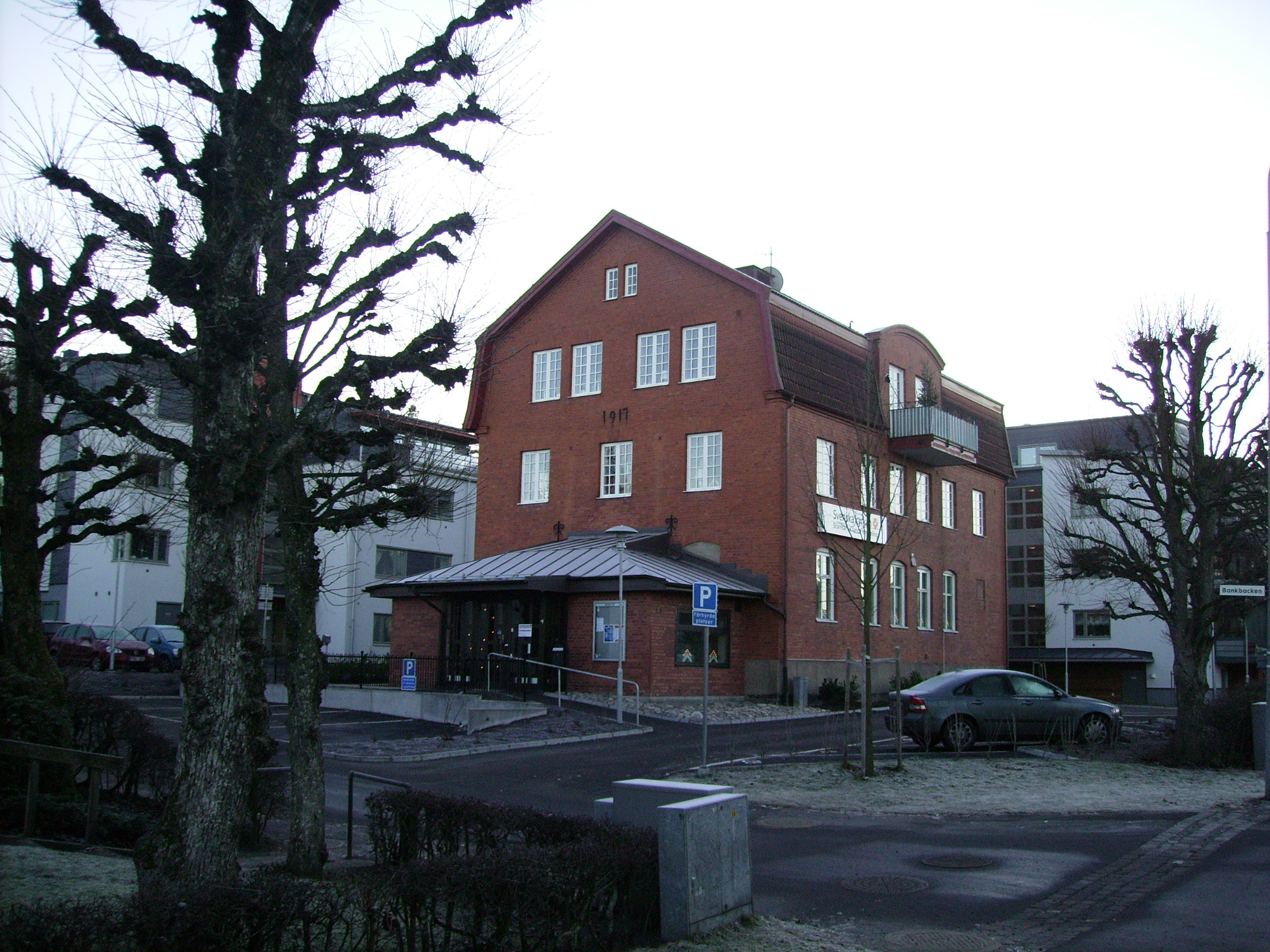
Fd Venersborgsbanken, byggd 1917. Nuvarande lokaler för Starrkärr-Kilanda församling, januari 2009.

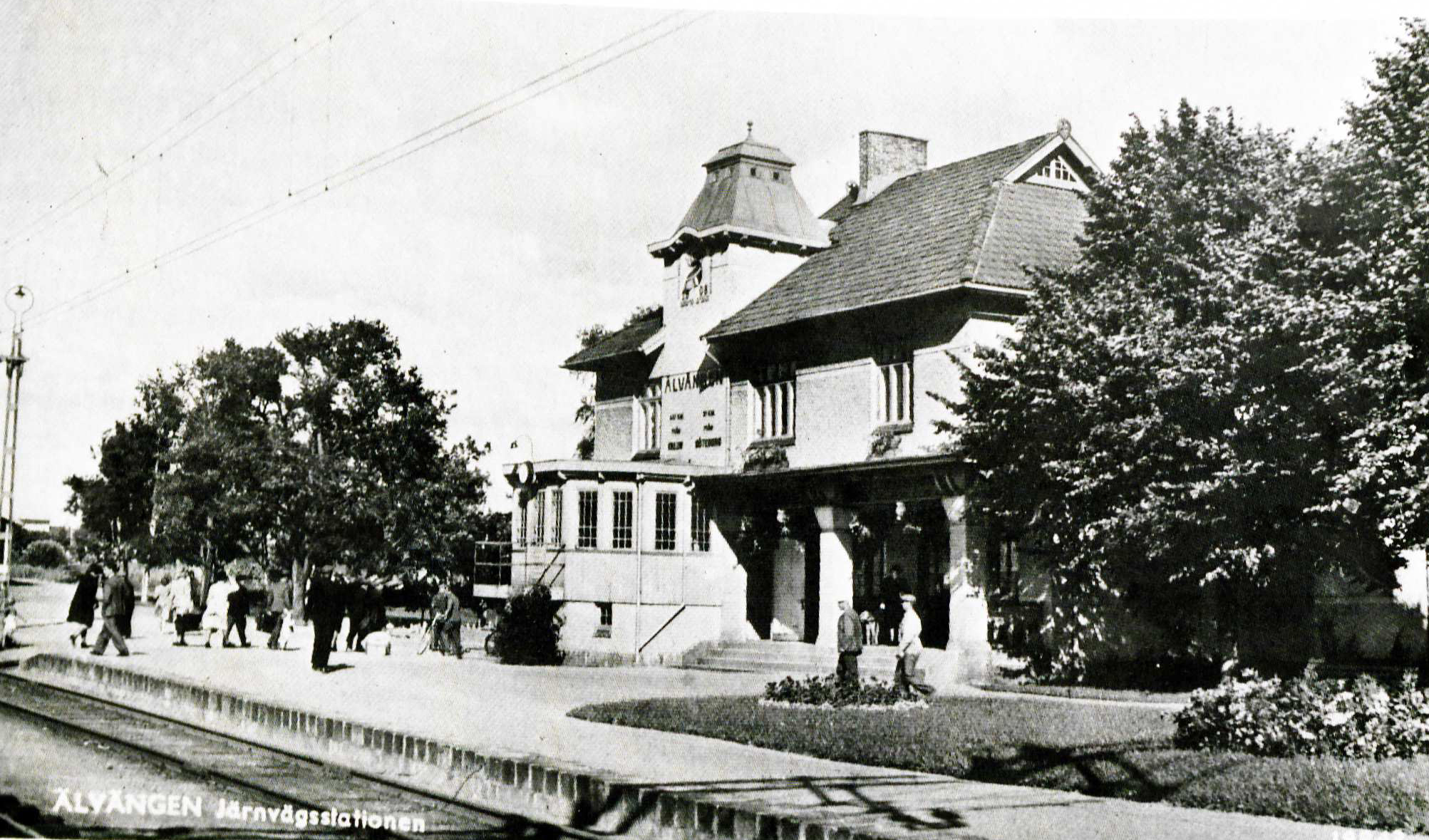
Älvängens stationshus från 1908–1909, rivet 1976.

Älvängen är en tätort i Ale kommun i Västra Götalands län. Samhället är beläget drygt tre mil nordost om Göteborg, öster om Göta älv och invid motorvägen E45 och den järnväg som tidigare kallades Bergslagsbanan, men som nu heter Norge/Vänerbanan. Samhället har sitt centrum utmed Göteborgsvägen, den tidigare landsvägen, som sedan början av 1970-talet inte har genomgångstrafik.
Älvängen ligger till största delen i Starrkärrs distrikt. Genom att tätorten 2010 växte samman med den tidigare småorten Högstorp och 2015 med Skönningared, ingår den nordligaste delen av tätorten i Skepplanda distrikt. 

## Namnet
Namnet Älvängen, tidigare stavning Elfängen, är ett beskrivande naturnamn med den omedelbart förståeliga betydelsen ängen eller ängarna vid älven, det vill säga vid Göta älv. Eftersom området där samhället ligger var obebyggt före 1823, och namnet inte förekommer som fastighetsnamn, är det på 1800-talet som namnet fått allmän användning, först som informellt bebyggelsenamn och
därefter som namn på ångbåtsbrygga, järnvägsstation och postanstalt.

## Historia
Före Roskildefreden 1658 utgjorde Göta älv riksgräns mellan Sverige och Norge.
Det geografiska läget vid älven och ön Tjurholmen, samt Grönåns utlopp gjorde tidigt området till en lämplig plats för älvövergång och gränshandel. En tullstation inrättades vid Grönån på 1630-talet, och området hade strategisk betydelse under flera krig, bland annat under Krabbefejden 1657.
Före 1823 fanns ingen bebyggelse där Älvängen nu ligger. Då använde bönderna i byarna Utby, Starrkärrs kyrkby och Svenstorp i Starrkärrs socken ängarna vid älven som betesmarker med god vattenförsörjning, vilket gjorde att kreatur kunde vistas där utan tillsyn hela sommaren. Det var enskiftet som medförde att området började bebyggas av gårdar, som flyttades från Utby, Starrkärrs och Svenstorps byar. I och med att utmarker förvandlades till inägor lades också grunden till det blivande samhället Älvängen. Som ett minne av denna processen har fortfarande fastigheter i centrala Älvängen sina officiella beteckningar efter de byar, som marken en gång har tillhört.

### Båttrafiken på älven
Älvängens utveckling till ett samhälle är nära knuten till utvecklingen av kommunikationerna. I äldre tider var Göta älv en av Västsveriges viktigaste transportleder. Ångbåtstrafik efter tidtabell introducerades mellan Göteborg och Lilla Edet med hjulångaren Götha Elf, som levererades från Motala verkstad 1833, året efter att Göta kanal hade öppnats i sin helhet. Fartyget användes också i annan trafik, och det är därför svårt att säga hur omfattande trafiken på älven var. Det havererade och sjönk i Göteborgs hamn 1855.
Lokaltrafiken på älven hade sin höjdpunkt omkring år 1900, då nio fartyg tillhörande sex olika rederier trafikerade älven mellan Göteborg och Vänersborg. Denna trafik avtog sedan och upphörde helt omkring år 1940. Älvängens plats i älvtrafiken framgår av uppgiften om att ångbåtsbryggan där var en av dem som hade väntsal. Göta älvs ångbåtslinjer redovisas i en egen Wikipedia-artikel.
Från 1890 trafikerades älven av ett fartyg med namnet Elfängen, som 1899 ersattes med ett nybygge med samma namn. Detta fartyg var sedan det sista i älvtrafiken fram mot nedläggningen omkring år 1940.

### Järnvägen
Järnvägen Göteborg-Trollhättan blev färdig 1877 som en del av de privata Bergslagernas järnvägar mellan Göteborg och Falun. Det dröjde emellertid till 1884 innan Älvängen fick en hållplats, som 1886 fick rang som station. Orsaken till dröjsmålet låg i järnvägens finansiering. Kommunalstämman i Starrkärrs socken ansåg att en järnväg skulle göra stora skador på jordbruket, och för invånarna i grannsocknen Skepplanda var det viktigt att järnvägen inte hindrade sjöfarten på Grönån, kallad Skepplandaån i järnvägens handlingar. De villkor som statsmakterna satte för att järnvägen skulle kunna korsa ån på en fast bro, kunde inte godtas av järnvägsbolaget, som såg sig tvunget att bygga en rörlig bro över ån. Bolagets motdrag blev att kräva ekonomiskt tillskott från lokala intressenter för att anlägga en station i närheten av Grönåns utlopp i Göta älv. Detta var det ingen som var beredd att betala för.
Frågan togs efter några år upp på nytt. Till slut begränsades järnvägens krav till fri mark för en utfartsväg från stationsområdet till allmän landsväg. Med järnvägen i drift bör ju en station i Älvängen ha varit till fördel också för järnvägsbolaget. Järnvägen hade emellertid liten inverkan på ångbåtstrafiken på älven. Det var till att börja med dubbelt så dyrt att resa med tåg som med ångbåt, och spritserveringen på ångbåtarna, som avskaffades 1902, bidrog även till dessas popularitet.
Med järnvägsstationen, som kombinerades med poststation, började utvecklingen av Älvängen till samhälle. En ny stationsbyggnad uppfördes 1908–1909. Den revs 1976, sedan persontrafiken upphört 1970. Stationen öppnades igen för persontrafik 2004.
Sedan dubbelspår blivit färdigt 2012 är Älvängen slutstation för Alependeln inom  Göteborgs pendeltågsnät. Förutom Alependeln är det Västtågen mellan Göteborg och Trollhättan-Vänersborg som stannar i Älvängen.

### Samhällets utveckling
Läget vid älven gjorde att det förekom viss kommersiell verksamhet i området också innan järnvägen byggdes. Från 1842, då utflyttningen av gårdar från byarna till Älvängen var fullförd, rapporteras det att där fanns en handelsbod och ett brännvinsbränneri. 
Erik Mattsson, som var från Stora Lundby socken i nuvarande Lerums kommun, köpte på 1860-talet den utflyttade Starrkärr skattegården och drev där handelsbod och efter förhållandena omfattande spannmålshandel. Han köpte av bönderna och sålde vidare till skutskeppare, som lastade vid Älvängens brygga. Efter att han dog vid 35 års  ålder 1873 fortsattes spannmålshandeln av en grosshandlare Abrahamson, som anlade ny brygga och ny väg till älven, den nuvarande Repslagarvägen. Han gjorde senare konkurs. Spannmålsmagasinen revs 1938 för att ge plats för en ny konsumbutik, som också är riven. På platsen ligger nu ett dagcenter för den öppna åldringsvården.
Erik Mattsons änka Gustafva Mattson kunde 1878 förvärva en fastighet där nu Gustavas plats är belägen. Hon etablerade där bageri och lanthandel i eget namn. Denna verksamhet fortsattes av barn och barnbarn men lades ned på 1970-talet. Namnet Gustavas plats minner om den. Se vidare nedan.
En annan tidig verksamhet med anknytning till jordbruket var ett garveri, som anlades vid Grönåns mynning efter markköp 1882. Ett minne av verksamheten är vägnamnet Garverivägen i Älvängens nordöstligaste del.
Samma år som stationen etablerades, 1886, flyttades tingsplatsen för Ale härad från Kattleberg till Älvängen, där den förblev till 1948, då den flyttades till Alingsås. Tingshuset blev sedan efter ombyggnad Älvängens hotell och är nu en del av Smyrnakyrkan.

#### Korkfabriken
På området  mellan järnvägsstationen och älven etablerades Elfängens snickerifabrik år 1892 med som mest ett 30-tal anställda. Fabriken ägdes av trävaruhandlaren Nathan Persson från Göteborg och hade dennes bror Petrus Persson som disponent. Den 23 maj 1918 utsattes den för en förödande brand och byggdes inte upp igen. I stället byggdes på tomten en  kortlivad färgfabrik, som efter något år gick i konkurs. I färgfabrikens lokaler startade 1920 göteborgsgrosshandlaren Christian Berner 
en fabrik för tillverkning av korkprodukter, bland annat korkisolering. Denna verksamhet övertogs 1946 av Wicanders korkfabrik. som flyttade sin korktillverkning från Göteborg och etablerade samhällets största arbetsplats med över 200 anställda. År 1981 flyttades även huvudkontoret till Älvängen. Företaget delades 1987 i två, där det ena, Wicanders kapsyl AB, nedlade verksamheten 1989 1990, medan det andra Wikanders AB, som främst tillverkade golvprodukter, köptes av portugisiska intressen som flyttade tillverkningen till Portugal. Fabrikslokalerna i Älvängen på närmare 10 000 kvadratmeter har sedan delvis använts som grossistlager men har också stått outnyttjade.

#### Repslageriet
På området mellan järnvägen och älven låg även P A Carlmarks repslageri, som flyttade hit 1917 från Åmål i Dalsland där det startats 1848. Företaget gick i konkurs våren 2003. Den gamla repslagarbanan togs 1996 över av Repslagarmuseet. 

#### Annan industri
Gullfiber AB (nuvarande Saint-Gobain Isover AB) hade under ett antal år en fabrik som tillverkade cellplast under varumärket Styrolit.

#### Bankväsende
Ale härads lån- och sparkassa grundades år 1904 med jämlika kontor i Älvängen och Gamla Lödöse. Den uppgick år 1915 i Enskilda banken i Venersborg. Vänersborgsbanken blev senare en del av Handelsbanken. Kontoret lades ner den 1 juni 2018 när bankens verksamhet i kommunen koncentrerades till Ale Torg. Den enda kvarvarande bankkontoret i Älvdalen var därefter Swedbank, från 2018 bankens enda kontor i Ale kommun.

### Befolkningsutveckling
| Befolkningsutvecklingen i Älvängen 1960–2020 | Befolkningsutvecklingen i Älvängen 1960–2020 | Befolkningsutvecklingen i Älvängen 1960–2020 | Befolkningsutvecklingen i Älvängen 1960–2020 | Befolkningsutvecklingen i Älvängen 1960–2020 |
| -------------------------------------------- | -------------------------------------------- | -------------------------------------------- | -------------------------------------------- | -------------------------------------------- |
|                                              |                                              |                                              |                                              |                                              |
| År                                           |                                              |                                              | Folkmängd                                    | Areal (ha)                                   |
| 1960                                         | 1960                                         |                                              | 1 752                                        |                                              |
| 1965                                         | 1965                                         |                                              | 1 901                                        |                                              |
| 1970                                         | 1970                                         |                                              | 1 930                                        |                                              |
| 1975                                         | 1975                                         |                                              | 3 096                                        |                                              |
| 1980                                         | 1980                                         |                                              | 3 223                                        |                                              |
| 1990                                         | 1990                                         |                                              | 3 630                                        | 242                                          |
| 1995                                         | 1995                                         |                                              | 3 731                                        | 248                                          |
| 2000                                         | 2000                                         |                                              | 3 764                                        | 248                                          |
| 2005                                         | 2005                                         |                                              | 3 986                                        | 249                                          |
| 2010                                         | 2010                                         |                                              | 4 196                                        | 296                                          |
| 2015                                         | 2015                                         |                                              | 4 759                                        | 415                                          |
| 2020                                         | 2020                                         |                                              | 6 366                                        | 475                                          |
|                                              |                                              |                                              |                                              |                                              |

## Namn på vägar och platser
När Ale kommun införde adresser i kommunens tätbebyggda delar med vägnamn och husnummer, fick vägar med traditionella beteckningar behålla dessa. Andra fick nya namn med lokal anknytning.
Många namn är relativt fantasilösa: Samhällets huvudgata, landsvägen till Göteborg heter här liksom på andra ställen Göteborgsvägen. Vid Postvägen låg posten och vid Bankbacken en av bankerna. De har sedan flyttat därifrån. Stationsvägen gick till den 1976 rivna järnvägsstationen. När den nya stationen 2012 öppnade några hundra meter därifrån, ändrades namnet till Kapellvägen efter Älvängens kyrka, som ligger där sedan 1970.
Några namn anknyter emellertid till samhällets och traktens äldre historia och kommenteras här.
Banmästarns väg är uppkallad efter Svante Andersson, som från 1888 var banmästare vid Bergslagernas järnvägar med expedition i Älvängen. I sitt arbete hade han ansvar för en 2–3 mil lång sträcka av järnvägen, som vidare bevakades av banvakter bosatta utefter linjen. På sina resor i arbetet idkade han "knallehandel" med kläder och textilier, något som inte var tillåtet enligt anställningsvillkoren. När han 1890 registrerade sin handelsverksamhet, gjorde han det därför under sin hustrus namn som ogift. Handelsverksamheten har sedan fortsatt inom familjen och drivs nu (2014) av fjärde generationen som en modern herr- och damekipering och med samma läge som vid starten. Namnet ändrades 1932 till Älvängens Manufaktur AB, men omtalades länge senare allmänt som "Banmästarns".
Båtsmansvägen har namn efter Utby rotes båtsmanstorp som låg vid vägen. En båtsman var en soldat i flottan, och att hålla dessa med torp var en plikt för bönderna i kustlandskapen. Systemet avvecklades gradvis från mitten av 1800-talet. Centrala soldatregistret, en databas för släktforskning, nämner tre båtsmän från Utby rote, alla med soldatnamnet Skarp. Den siste av dessa föddes 1820. Med en högsta ålder som soldat på 55 år bör funktionen som båtsmanastorp ha upphört senast 1875.
Carlmarks väg är uppkallad efter familjen Carlmark, som 1917–1983 drev P A Carlmarks repslageri, länge Älvängens största arbetsplats. Där vägen börjar, låg familjens bostad.
Gustavas plats är sedan 2014 namnet på en busshållplats och ett nybyggnadsområde i centrala Älvängen, där det tidigare låg en livsmedelsaffär med eget bageri och sedan Älvängens bussterminal. Gustafva Mattsson (1844–1935), blev änka vid 29 års ålder och köpte 1878 egendomen Utby Skattegården 3/78, där Gustavas plats nu är belägen. Hon bättrade på sin ekonomi med att baka, först för vänner och bekanta, men
kunde 1893 registrera sin rörelse som bageri och lanthandel. Skorpor var hennes specialitet. Verksamheten fortsattes av hennes son och sonson, men lades ned på 1970-talet, innan bussterminalen etablerades på platsen. Den hade som mest ett 10-tal anställda.
Hövägen är den gamla landsvägen mot Starrkärr, numera lokalgata. Namnet påminner om tiden när älvängarna ännu var obebyggda ängar, och hölassen därifrån kördes hem till byarna att användas som vinterfoder.
Smedjebacken och dess fortsättning Gamla vägen utgjorde landsvägen mellan Göteborg och Trollhättan innan landsvägen 1852 fick sin sträckning i den nuvarande Göteorgsvägen. Den gamla landsvägen gick till korsningen med Hövägen och fortsatte sedan i denna utför den branta "Ralla te"-backen ner till nuvarande Göteborgsvägen, som den sedan följde vidare norrut. Backens namn uttolkas som "rulla till", och "Ralla te" var också namnet på ett torp, som låg på krönet där backen började. Före enskiftet skall detta ha varit den enda bebyggelsen i nuvarande centrala Älvängen.
Ivar Arosenius väg är uppkallad efter konstnären Ivar Arosenius, som bodde i Älvängen från hösten 1907 till sin död på nyåret 1909.
Malmers vag har namn efter veterinären Gustaf Malmer (1853–1934), som bodde där. Han var veterinär i Ale härad från 1894.

## Skolor
Grundskolan i Älvängen är delad på tre skolor:
- Madenskolan, årskurs F-1, fick renoveras våren-sommaren 2017 då Kronaskolan ej hade kapacitet till att ha F-6. HT 2017 öppnade Madenskolan igen.
- Kronaskolan, årskurs 2–6, var klar till höstterminen 2016. Den ersatte då de tidigare skolorna Älvängenskolan (årskurs F–2) och Madenskolan (årskurs 3–6).
- Aroseniusskolan, årskurs 7–9. Skolan byggdes 1976.

I Älvängen finns sex förskolor: 
- Hövägens förskola, byggd 1975
- Olof Persgårdens förskola, byggd 1985
- Björklövens förskola, byggd 1990
- Båtsmans förskola, byggd 2002, tillbyggd 2009
- Kronans förskola, byggd 2016
- Svenstorps förskola, byggd 2020

## Museer
- Ale vikingagård
- Repslagarmuseet

## Kyrkor
- Smyrnakyrkan, tillhör Pingströrelsen
- Älvängens kyrka, tillhör Starrkärr-Kilanda församling, Svenska kyrkan
- Älvängens missionskyrka,[27] tillhör Equmeniakyrkan

## Anläggningar för sport och idrott
- Kronans idrottshall, som är en del av den nya Kronanskolan, används främst för basketboll av Ale Basket[28] och för innebandy av Ale IBF.[29]
- Paradisbanan, anläggning för motorcykel- och bilsport, drivs av Älvbygdens motorklubb[30]
- Älvevi, fotbollsanläggning med klubbstuga, hemmabana för Älvängens idrottsklubb[31]
- Älvängens kulturhus, idrottshall och dansstudio. Hallen är hemmaarena för handbollsklubben Ale HF.[32], men används också för innebandy av Ale IBF-[29] . Dansstudion drivs av Föreningen Ale Aerobic & Dansstudio.[33]

## Andra anläggningar och samlingslokaler
- Älvängens bibliotek ligger sedan mars 2016 i Resecentrum vid Älvängens station. Det är öppet måndagar, onsdagar och torsdagar men är dessutom "meröppet" utan personal för vuxna registrerade användare alla dagar mellan 06:00 och 21:00.[34][35]
- Älvängens Folkets hus[36]

## Kända personer

### Ivar Arosenius
Konstnären Ivar Arosenius (1878–1909), författare till barnboken Kattresan (1909) bodde i Älvängen från hösten 1907 till sin död på nyåret 1909. Han bodde då med hustru och dotter vid nuvarande Göteborgsvägen nordost om samhället, inte långt från nuvarande Jonsvägen, i ett Hhus som revs på 1960-talet. Tomten är 2016 obebyggd och igenvuxen men markerad med en skylt, och det är en gångbro över diket som skiljer den från Göteborgsvägen.
Då huset revs, togs kakelugnen, som han avbildat, och dörrar, som han dekorerat, tillvara och finns nu i samlingarna till Starrkärr-Kilanda hembygdsförening.
I Älvängen är högstadieskolan Aroseniusskolan och Ivar Arosenius väg uppkallade efter honom.

### Övriga personer med anknytning till Älvängen
- Pontus Dahlberg (född 1999), fotbollsmålvakt i Watford FC
- Peter "Erra" Eriksson (född 1969), fotbollsspelare, spelade i BK Häcken och IFK Göteborg
- Bo G. Jenevall (född 1933), riksdagsledamot 1991–1994 för Ny demokrati
- Ulf Karlsson (trialförare) (född 1950), världsmästare 1980 i motorcykelsporten trial, körde för Älvbygdens MK
- Martin "Rekkles" Larsson (född 1996), professionell League of Legends-spelare
- Kenny Samuelsson (född 1961), sångare i dansbandet Streaplers
- Gabriel Altemark Vanneryr (född 1985), fotbollsspelare i Varbergs BoIS